# 顔晃
顔晃（がん こう、510年 - 562年）は、南朝梁から陳にかけての文人。字は元明。本貫は琅邪郡臨沂県。

## 経歴
幼くして父を失い、学問を好んで詩才があった。南朝梁の邵陵王府記室参軍を初任とした。このころ東宮学士の庾信が邵陵王府に使者としてあらわれ、邵陵王蕭綸が顔晃に応対させると、庾信はその年少なのをあなどって、「この府には記室が何人いるのか」と訊ねた。そこで顔晃は「宮中の学士よりは少ないでしょう」と答えた。当時の人はこれを優れた応答だとみなした。
侯景の乱が起こると、江陵に避難した。承聖元年（552年）、中書侍郎に任じられた。ときに元帝は呉興郡太守の杜龕を掣肘するために、顔晃に書翰を委ねて使者として派遣し、顔晃を文学の士としてそばに置くよう杜龕に命じた。紹泰2年（556年）、杜龕が滅ぼされると、顔晃は陳蒨に帰順し、書記の任を委ねられた。宣毅府中録事に任じられ、記室参軍を兼ねた。
永定2年（558年）、陳の武帝陳霸先が大荘厳寺に幸し、その夜に甘露が降ったため、顔晃は「甘露頌」の詩を献上した。天嘉元年（560年）、員外散騎常侍となり、中書舎人を兼ねて、詔勅の起草をつかさどった。
天嘉3年（562年）、死去した。享年は53。司農卿の位を追贈された。諡は貞子といった。『文集』20巻があった。

## 伝記資料
- 『陳書』巻34 列伝第28
- 『南史』巻72 列伝第62